# Воронежский государственный промышленно-гуманитарный колледж
Воронежский государственный промышленно-гуманитарный колледж — колледж в городе Воронеже. Основан в 1934 году как Воронежские курсы техников и механиков звукового кино. В колледже ведется подготовка по программам подготовки специалистов среднего звена (очная и заочная формы обучения) и по программам подготовки квалифицированных рабочих, служащих.

## История
Подготовка квалифицированных специалистов для кинопроката началась на Воронежских курсах техников и механиков звукового кино, которые были организованы в 1934 году.
Через три года к ним присоединились и курсы киномехаников, переведенные из Ленинграда. За время существования курсы дали стране 2100 квалифицированных механиков и кинотехников (среди выпускников В. М. Песков, мемориальная доска на здании школы в Воронеже). Руководство курсами осуществлял директор К. М. Шихеев.
Во время Великой Отечественной войны кинокурсы были эвакуированы на Дальний Восток. После войны преподаватели и учащиеся возвращались в родное учебное заведение, в то время носившее название ФЗУ № 23.
Параллельно со школой киномехаников в этом же здании с 1958 по 1962 год располагался Воронежский кинотехникум, который затем был переведен в Находку. Подготовкой киномехаников с 1954 по 1962 год руководил директор А. П. Капустин.
С 10 сентября 1962 года и до ухода в 1983 году на пенсию директором учебного заведения была Т. Я. Огиенко. До 1972 года функционирует только школа киномехаников, в которой обучались представители Украины, Узбекистана, Азербайджана, Белоруссии, других республик СССР.
В 1972 году в связи с переходом из Госкино СССР в систему профтехобразования школа киномехаников была преобразована в ПТУ № 16. И наряду с киномеханиками здесь стали готовить специалистов по рабочим профессиям в области микро- и радиоэлектроники. Были созданы новые мастерские для обучения монтажников радиоэлектронной аппаратуры, сборщиков микросхем и операторов прецизионной фотолитографии, переоборудованы учебные аудитории. Оборудование выделили базовые предприятия НПО «Электроника», ПО «Полюс», ПО «Электросигнал», они же обеспечили училище инженерно-педагогическими кадрами.
С 1983 года учебным заведением успешно руководила З. М. Ефименко, имеющая почетное звание Почетный работник среднего профессионального образования Российской Федерации.
В мае 1990 года училище возглавила Людмила Ивановна Анищева — заслуженный учитель профтехобразования Российской Федерации, доктор педагогических наук. Коллектив ПУ № 16 приступил к его модернизации. В 1991-м оно получило статус лицея. Реорганизован в колледж приказом Министерства образования Российской Федерации от 3 июня 1994 г. № 184 как Воронежский индустриально-педагогический колледж, который приказом Министерства общего и профессионального образования Российской Федерации от 20 ноября 1997 г. № 2319 переименован в Воронежский государственный промышленно-гуманитарный колледж.
Колледж создан приказом Министерства образования Российской Федерации от 3 июня 1994 г. № 184 как Воронежский индустриально-педагогический колледж, который приказом Министерства общего и профессионального образования Российской Федерации от 20 ноября 1997 г. № 2319 переименован в Воронежский государственный промышленно-гуманитарный колледж.
С 2012 г. колледж передан из федеральной собственности в государственную собственность Воронежской области и на основании постановления правительства Воронежской области от 27.01.2012 г. № 46 «О переименовании образовательных учреждений среднего профессионального образования» переименован в государственное образовательное бюджетное учреждение среднего профессионального образования Воронежской области «Воронежский государственный промышленно-гуманитарный колледж».
На основании приказа Департамента образования, науки и молодежной политики Воронежской области от 10.11.2014 г. № 1297 "О переименовании государственного образовательного бюджетного учреждения образовательных учреждений среднего профессионального образования Воронежской области «Воронежский государственный промышленно-гуманитарный колледж» переименован в государственное бюджетное профессиональное образовательное учреждение Воронежской области «Воронежский государственный промышленно-гуманитарный колледж».
Официальные сокращенные наименования учреждения: ГБПОУ ВО «ВГПГК».
Учредителем и собственником имущества колледжа является Воронежская область.
Полномочия учредителя от имени Воронежской области осуществляет департамент образования, науки и молодёжной политики Воронежской области.